# Araden
Pour les articles homonymes, voir Eden.
 (avril 2018).
Araden ou Ar Aden (syriaque : ܐܪܕܢ),, est un village assyrien situé dans la province de Dahuk en Irak au nord de la plaine de Ninive, au cœur de la vallée de Sapna, à 20 km au sud de la frontière turque. Araden signifie en syriaque le jardin d´Eden.
Le monument notable du village est l´église Soultâne Mahdokht, actuellement utilisée pour le culte chaldéen.

## Histoire
Jusqu'en 1961, les villages qui entourent Araden, peuplés de chrétiens et de Kurdes, avaient une agriculture florissante et presque chaque famille avait une charrue et des bêtes de trait ; mais, entre 1961 et 1979, le conflit kurde, la répression et la réforme agraire autoritaire menées par le régime irakien entraînent l'abandon presque total des terres ; les habitants vivent des envois de leurs parents migrés en ville.

## Personnalités
- André Sana (1920-2013), prêtre irakien, est né à Araden.